# Mercury
|  | Per a altres significats, vegeu «Mercury (desambiguació)». |

Mercury és un llenguatge de programació lògic-funcional dirigit a aplicacions del món real. Està desenvolupat a la Universitat de Melbourne sota la supervisió de Zoltan Somogyi. La primera versió va ser desenvolupada per Fergus Henderson, Thomas Conway i Zoltan Somogyi i va ser editada l'abril del 1995.

## Característiques
Mercury té diverses característiques adreçades a una millor enginyeria de software. És compilat i no interpretat. Presenta un sofisticat i estricte sistema de tipus i modes. Els seus autors proclamen que aquestes característiques, combinades amb la natura abstracta de la programació lògica i la divisió en mòduls, faciliten l'escriptura ràpida de programes fiables.
Mercury és més pur i més declaratiu que Prolog, car no té les instruccions extra-lògiques de Prolog tal com cut (que evita el backtracking) i l'entrada/sortida imperativa. Això permet una millor optimització dels programes, però fa que la codificació d'algorismes seqüencials sigui més complicada. Gràcies a les optimitzacions, els programes escrits en Mercury són significativament més ràpids que els equivalents escrits en Prolog.
Mercury està disponible per a la majoria de plataformes Unix, Mac OS X, i MS-Windows.
Programes notables escrits en Mercury inclouen el compilador Mercury, la base de dades deductiva Aditi i el programa de formatació Prince XML.

## Rerefons
Mercury té diversos rerefons de compilació (ang:back-ends), que permeten compilar codi Mercury als següents llenguatges i màquines virtuals:
- Llenguatge C de baix nivell per a GNU Compiler Collection (GCC) (el rerefons original de Mercury).

- Llenguatge C d'alt nivell.

- Common Intermediate Language (IL) per a.NET (CLR).

- Java bytecode per a JVM.

- Assembler via el rerefons GCC.

(els tres darrers encara de qualitat incompleta)
Mercury també s'ha emprat en Aditi, una base de dades deductiva desenvolupada a la Universitat de Melbourne.
Mercury té una interfase de llenguatges forans, que permet enllaçar amb codi escrit en altres llenguatges de programació. Són els següents:
| Rerefons        | Llenguatge(s) forans  |
| --------------- | --------------------- |
| C (both levels) | C                     |
| IL              | IL, C# or Managed C++ |
| Java            | Java                  |

Per a altres llenguatges cal encadenar-los des dels mencionats. Tanmateix això vol dir que el codi forà pot caldre reescriure'l per als diferents rerefons, altrament la portabilitat entre rerefons es perdria.

## Example: Hola món
Hola món en Mercury:
```
:-
 
module
 
hello
.

:-
 
interface
.

:-
 
import_module
 
io
.

:-
 
pred
 
main
 
(
io
:
:di
,
 
io
:
:uo
)
 
is
 
det
.
 
% signatura de 'main'

:-
 
implementation
.

 
main
(!
IO
):-
 
% el prefix '!' indica variable d'estat que es desdobla en estat entrant i estat sortint

 	
io
.
write_string
(
"Hola, Món!\n"
,
 
!
IO
).

```

Adaptat de la guia (tutorial) de Ralph Becket.
La sintaxi de clàusules deriva del llenguatge Prolog
- el separador de seqüència és la coma indicant conjunció d'objectius
- el separador d'alternatives és el punt-i-coma indicant disjunció d'objectius

```
:-
 
module
 
hailstone
.

:-
 
interface
.

:-
 
import_module
 
int
,
 
list
.

:-
 
func
 
hailstone
(
int
)
 
=
 
list
(
int
).

:-
 
pred
 
hailstone
(
int
:
:in
,
 
list
(
int
)
::out
)
 
is
 
det
.

:-
 
implementation
.

hailstone
(
N
)
 
=
 
S
:-
 
hailstone
(
N
,
 
S
).

hailstone
(
N
,
 
[
N
|
S
]):-

 
(
N
 
=
 
1
 
->
 
S
 
=
 
[]

;
 
N
 
mod
 
2
 
=
 
0
 
->
 
hailstone
(
N
/
2
,
 
S
)

;
 
hailstone
(
3
 
*
 
N
 
+
 
1
,
 
S
)).

:-
 
end_module
 
hailstone
.

```